# Варес, Эвальд Янович
Эвальд Янович Варес (укр. Евальд Янович Варес; 1925—2010) — советский и украинский врач-стоматолог, учёный, доктор медицинских наук (1968), профессор (1968).
Автор около 150 научных работ и более 10 монографий, а также ряда патентов.

## Биография
Родился 17 июня 1925 года в Ленинграде в семье интеллигентов, его отец был известным архитектором.
Перед Великой Отечественной войной семья переехала в Эстонию, где Эвальд поступил на медицинское отделение Тартуского университета. Когда немецкие войска подошли к границе Эстонской ССР, семья эвакуировалась в Казань. Здесь продолжил обучение на медицинском факультете в Казанском университете, но был призван в РККА и окончил университет с отличием только в 1949 году.
По окончании университета, в 1950—1953 годах, работал преподавателем Омской зубоврачебной школы. Затем обучался в аспирантуре 1-го московского мединститута и в 1955 году стал кандидатом медицинских наук, защитив диссертацию на тему «Реакция соединительной ткани на полиметилметакрилат и реакция тканей пародонта на имплантацию зубов». В 1955—1959 годах работал старшим научным сотрудником во 2-м Московском медицинском институте (ныне Российский национальный исследовательский медицинский университет имени Н. И. Пирогова).
В 1959—1965 годах был заведующим отделом ортодонтии Одесского НИИ стоматологии. В 1965—1971 годах — заведующий кафедрой ортопедической стоматологии Донецкого медицинского института (ныне Донецкий национальный медицинский университет). После защиты докторской диссертации в 1968 году, получил в этом же году степень профессора. С 1972 года работал во Львовском медицинском университете (ныне Львовский национальный медицинский университет имени Данила Галицкого): заведующий кафедрой ортопедической стоматологии (1972—1982), заведующий лабораторией технологии зубных протезов (1983—1993), профессор кафедры хирургической и ортопедической стоматологии (1993—1995).
Умер 10 декабря 2010 года во Львове.

## Научная деятельность
Направления научных исследований учёного:
- изучение закономерностей морфологической перестройки тканей при ортодонтическом действии в области висцерального скелета[4];
- изучение закономерностей роста костных структур лицевого скелета и возможности их использования при устранении зубочелюстных деформаций;
- усовершенствование технологий изготовления зубных протезов и ортодонтических аппаратов[5] методами литьевого прессования и штамповки пластмасс;
- технология обработки и изготовления цельнолитых конструкций протезов с компенсацией усадки;
- изготовление полных съемных зубных протезов и мостовидных протезов без препарирования твердых тканей зубов;
- изготовление съемных зубных протезов из биологически нейтральных полимеров медицинского назначения;
- закономерности морфологической перестройки тканей при ортодонтическом действии в области висцерального скелета, а также роста костей структур лицевого скелета;
- технологии изготовления зубных протезов и ортодонтических аппаратов.

## Награды
В 1985 году был награждён орденом Отечественной войны 1-й степени.

## Интересные факты
Интересно, что Эвальд Янович Варес является автором слов песни «Солдатский котелок», которую исполняла певица Аида Ведищева.